# 星新一ショートショート
『星新一 ショートショート』（ほししんいち ショートショート）は、NHK総合で放送されていた文学・文芸番組である。
特別番組としてNHK番組たまご内で『星新一ショートショート劇場』として2007年11月11日に1回放送され、2008年3月31日からは、10分番組として毎週月曜日22:50 - 23:00 (JST) の枠にてレギュラー放送されていた。新聞などのラジオテレビ欄などでは星新一などと略されることがある。番組のキャッチコピーは大人のための童話。
原作者である星新一については星新一の項目を参照のこと。

## 概要
星新一が生涯に残した1001編以上にのぼるショートショート作品を映像化する番組。収録話は1回の放送（10分）あたり3編(アニメーション2編と実写1編)。NHK総合では上記時間帯と再放送が毎週金曜日15:45 - 15:55（ただし国会、大相撲、オリンピック中継などにより中止の場合あり）、NHK衛星第2テレビジョンでは毎週木曜日3:00 - 3:10に放送されている。

## 番組の歴史

### パイロット版
NHK番組たまごにおいて、2007年11月11日に5作品（作品名は後述）の映像化が行われ放送された。その後3回にわたり再放送され、レギュラー番組化が決定した。

### レギュラー放送
2008年3月31日より、レギュラー放送が開始され、毎週3本ずつ放送されている。全25回(75話)。スペシャルに2話。
2008年7月28日22:50 - 23:30から『星新一ショートショート・ワンダーランド』と題された再放送の特別番組が放送され、過去に放送された7本と新作2本のショートショートが放送された。
もともと2008年度は75話程度の放送予定だったため、予定分の放送が終了した2008年11月末からはベストセレクションと題して放送済み作品を再構成して放送された。2009年度は総合テレビやワンセグ2にて、2010年は4月から日曜夜BSハイビジョンにて再放送が続いているが、NHK内の番組公式ページは撤去されている。

### スペシャル版
2010年1月2日に新春スペシャルとして新作6作品が放送された。

## 内容
星新一の項目にもあるような、「エヌ氏」や「具体的な地名・人名といった固有名詞を登場させない」などといった星新一の作品の特徴・世界観をそのまま活かし、なおかつ作品毎にアニメやドラマなど様々な表現技法を用いて映像化されている。ただし、一部の作品において星新一が表現を避けていた具体的な金額や時事ネタを用いたケースがある。

## 受賞歴
- 2008年「ヒューゴー賞」特別パフォーマンス番組部門銀賞
- 2008年「アメリカ国際フィルム・ビデオ祭」ユーモア部門3位
- 2008年「第25回ATP賞テレビグランプリ2008」バラエティ部門優秀賞[2]
- 2009年「第37回国際エミー賞」コメディー部門最優秀賞グランプリ受賞[3]
- 2010年「第14回文化庁メディア芸術祭アニメーション部門」審査員推薦作品（「午後の恐竜」）[4]

## 作品一覧/ディレクター・クリエイター
| 放送日         | 作品名            | DVD 収録 | ディレクター クリエイター   | 出演者（実写の場合）                                   |
| -------------- | ----------------- | -------- | --------------------------- | ------------------------------------------------------ |
| パイロット版   |                   |          |                             |                                                        |
| 2007年11月11日 | ゆきとどいた生活  | ○        | 坂元友介                    |                                                        |
| 2007年11月11日 | 肩の上の秘書      |          | 舞木宏美                    | 長塚圭史、中山祐一朗、廣川三憲、池谷のぶえ、長田奈麻   |
| 2007年11月11日 | プレゼント        | ○        | AC部                        |                                                        |
| 2007年11月11日 | 包囲              |          | 望月 一扶                   | モロ師岡                                               |
| 2007年11月11日 | 愛用の時計        | ○        | 御影 たゆた                 |                                                        |
| レギュラー放送 |                   |          |                             |                                                        |
| 2008年3月31日  | 約束              | ○        | 半崎 信朗                   |                                                        |
| 2008年3月31日  | 不眠症            | ○        | 望月 一扶                   | 中山祐一朗、廣川三憲                                   |
| 2008年3月31日  | ボッコちゃん      | ○        | 御影 たゆた                 |                                                        |
| 2008年4月7日   | ぼろ家の住人      |          | OHRYS BIRD                  |                                                        |
| 2008年4月7日   | 常識              |          | 近藤 泰教                   | 廣川三憲、長谷川朝晴                                   |
| 2008年4月7日   | 親善キッス        |          | AC部                        |                                                        |
| 2008年4月14日  | ボウシ            |          | 加藤 未起子                 |                                                        |
| 2008年4月14日  | こん              | ○        | 石橋 加奈子、石田 多朗      |                                                        |
| 2008年4月14日  | 愛の鍵            | ○        | 加藤 秀章                   | 黒川芽以、忍成修吾                                     |
| 2008年4月21日  | さまよう犬        | ○        | 外山光男                    |                                                        |
| 2008年4月21日  | 窓                | ○        | 近藤 泰教                   | 猫背椿、長谷部瞳、伊達暁                               |
| 2008年4月21日  | 生活維持省        | ○        | 青池良輔                    |                                                        |
| 2008年5月5日   | ひとつの装置      |          | 小柳 祐介、石田 多朗        |                                                        |
| 2008年5月5日   | 殺し屋ですのよ    | ○        | 望月 一扶                   | 市川実和子、谷川昭一朗                                 |
| 2008年5月5日   | 調査              | ○        | pecoraped                   |                                                        |
| 2008年5月12日  | リオン            | ○        | 森田 淳也、オオシカケンイチ |                                                        |
| 2008年5月12日  | 待機              |          | 深瀬 沙哉                   |                                                        |
| 2008年5月12日  | 欲望の城          | ○        | 森山 宏昭                   | 中山祐一朗、伊達暁                                     |
| 2008年5月19日  | ホンを求めて      |          | OHRYS BIRD ＋ 望月 一扶     | 長塚圭史                                               |
| 2008年5月19日  | 逃走の道          | ○        | 生越 明美                   | 宮崎吐夢、少路勇介                                     |
| 2008年5月19日  | 宣伝の時代        | ○        | ヲノ ワタル                 |                                                        |
| 2008年5月26日  | アリとキリギリス  |          | 加藤 タカ、清 勝仁          |                                                        |
| 2008年5月26日  | 妖精              |          | 舞木 宏美                   | 朝倉えりか、藤本七海                                   |
| 2008年5月26日  | 月の光            | ○        | ハシモトミカ                |                                                        |
| 2008年6月2日   | 買収に応じます    | ○        | 坂元 友介                   |                                                        |
| 2008年6月2日   | 目撃者            |          | 加藤 秀章                   | モロ師岡、谷川昭一郎                                   |
| 2008年6月2日   | 海                | ○        | 田辺 富士男                 |                                                        |
| 2008年6月9日   | 黄金の惑星        | ○        | 青木 純                     |                                                        |
| 2008年6月9日   | 猫と鼠            | ○        | 田島 櫻子                   | 浅野和之、鈴木浩介                                     |
| 2008年6月9日   | 花とひみつ        | ○        | 松山 満紀                   |                                                        |
| 2008年6月23日  | 調整              |          | 吉田 裕行                   |                                                        |
| 2008年6月23日  | 運命              | ○        | 宇野 丈良                   | 新井浩文、山崎樹範，飛鳥凛、山田キヌヲ、三井善忠       |
| 2008年6月23日  | 鏡                | ○        | 尾崎 八美代                 |                                                        |
| 2008年6月30日  | 友好使節          | ○        | MATSUMO                     |                                                        |
| 2008年6月30日  | 夜の音            |          | 近藤 泰教                   | 正名僕蔵                                               |
| 2008年6月30日  | おーい でてこーい | ○        | パンタグラフ                |                                                        |
| 2008年7月7日   | 意気投合          |          | 御影 たゆた                 |                                                        |
| 2008年7月7日   | 話し声            |          | 生越 明美                   | 津田寛治、中込佐知子                                   |
| 2008年7月7日   | 戸棚の男          |          | 石橋 加奈子                 |                                                        |
| 2008年7月14日  | 盗賊会社          |          | 吉野 悟                     |                                                        |
| 2008年7月14日  | ごきげん保険      | ○        | 近藤 泰教                   | 皆川猿時、大山鎬則                                     |
| 2008年7月14日  | 薬と夢            |          | 植草航                      |                                                        |
| 2008年7月21日  | よごれている本    | ○        | 児玉 徹郎                   |                                                        |
| 2008年7月21日  | 悪夢              | ○        | 望月 一扶                   | テイ龍進、村上淳、廣川三憲                             |
| 2008年7月21日  | 災難              | ○        | 外山光男                    |                                                        |
| 2008年7月28日  | はじまり          | ○        | 加藤 隆                     |                                                        |
| 2008年7月28日  | 地球から来た男    | ○        | 森山 宏昭                   | 田中哲司                                               |
| 2008年8月25日  | 万能スパイ用品    | ○        | 田辺 富士男                 |                                                        |
| 2008年8月25日  | 謎めいた女        |          | 加藤 秀章                   | 中山祐一朗、三井善忠、中村優子、若林哲行、菊池均也     |
| 2008年8月25日  | おみやげ          |          | 矢野 剛                     |                                                        |
| 2008年9月8日   | 国家機密          |          | 太田和 彩                   |                                                        |
| 2008年9月8日   | 夜の迷路          |          | 小関 竜平                   | 山崎樹範、おかやまはじめ、須藤温子                     |
| 2008年9月8日   | 現在              |          | 青池 良輔                   |                                                        |
| 2008年9月15日  | うるさい相手      |          | 塚原 重義                   |                                                        |
| 2008年9月15日  | ねらわれた星      | ○        | 蒼井 瞳                     |                                                        |
| 2008年9月15日  | 宇宙の男たち      | ○        | 宇野 丈良                   | 鈴木慶一、中村倫也                                     |
| 2008年9月22日  | 火の用心          |          | 高嶋 友也                   |                                                        |
| 2008年9月22日  | 思わぬ効果        |          | 加藤 秀章                   | 野間口徹、白井晃、安澤千草、小沢日出晴                 |
| 2008年9月22日  | ネコ              | ○        | きのした がく               |                                                        |
| 2008年9月29日  | 紙幣              | ○        | OHRYS BIRD                  |                                                        |
| 2008年9月29日  | 悪をのろおう      | ○        | 近藤 泰教                   | 町田マリー、大山鎬則、森田ガンツ、植本潤               |
| 2008年9月29日  | ずれ              | ○        | ヲノ ワタル                 |                                                        |
| 2008年10月6日  | 博士とロボット    | ○        | パンタグラフ                |                                                        |
| 2008年10月6日  | アフターサービス  | ○        | 海老澤 和夫                 |                                                        |
| 2008年10月6日  | 鍵                | ○        | 望月 一扶                   | 志賀廣太郎、伊達暁、中込佐知子、廣川三憲               |
| 2008年10月27日 | 桃源郷            | ○        | 竹内 義、金城 結花          |                                                        |
| 2008年10月27日 | 椅子              | ○        | 御御所明美                  | 中村まこと、粟根まこと                                 |
| 2008年10月27日 | ある夜の物語      |          | ホッチカズヒロ              |                                                        |
| 2008年11月3日  | ある一日          |          | 青木 純                     |                                                        |
| 2008年11月3日  | 魔法の大金        | ○        | 坂元 友介                   |                                                        |
| 2008年11月3日  | 見失った表情      | ○        | 森山 宏昭                   | 奥菜恵、中山祐一朗、山田キヌヲ                         |
| 2008年11月10日 | 宿命              |          | 深瀬 沙哉                   |                                                        |
| 2008年11月10日 | 第一部第一課長    |          | 近藤 泰教                   | 長谷川朝晴、森田ガンツ、大山鎬則、植木夏十、小村裕次郎 |
| 2008年11月10日 | 神                | ○        | 加藤 隆                     |                                                        |
| 2008年11月17日 | 夢と対策          | ○        | 青池 良輔                   |                                                        |
| 2008年11月17日 | ささやき          | ○        | 望月 一扶                   | 田中圭、伊達暁、坂本爽、岡あゆみ、小沢日出晴           |
| 2008年11月17日 | 不満              | ○        | 半崎 信朗                   |                                                        |
| 新春スペシャル |                   |          |                             |                                                        |
| 2010年1月2日   | 無料の電話機      |          | パンタグラフ                |                                                        |
| 2010年1月2日   | 新しい遊び        |          | 御影たゆた                  |                                                        |
| 2010年1月2日   | マイ国家          |          |                             | 伊藤淳史、利重剛                                       |
| 2010年1月2日   | 凍った時間        |          | 児玉徹郎                    |                                                        |
| 2010年1月2日   | 古風な愛          |          |                             | 中村ゆり、新井浩文、中原丈雄                           |
| 2010年1月2日   | 午後の恐竜        |          | 加藤隆                      |                                                        |

## 制作
- 制作：NHKエンタープライズ
- 制作著作：NHK、テレコムスタッフ
- アニメーション・プロデュース DIRECTIONS、白組

## 備考
なお、アニメの声優については、基本的に「声の出演 青二プロダクション」と事務所が表示されるのみで、声優個人の名前は表示されない。ただし、例外として一回だけ、2008年4月21日放送分に三輪明日美の名があった。また、2008年4月7日放送分には、青二プロダクション以外にアクセントの表示もあった。
2009年5月ハピネットより5枚組のDVD-BOXが販売された。放送とは異なるディレクターズカット50話を収録。1枚ずつのパッケージとしても販売。音楽は放送で使用された既成楽曲から、オリジナル楽曲に変更された。

2022年4月5日にBSプレミアムで『星新一の不思議な不思議な短編ドラマ』が放送開始。『ショートショート』で放送された「ボッコちゃん」、「生活維持省」、「不眠症」、「地球から来た男」など18話が再映像化、実写ドラマ化された。『ショートショート』でパイロット版をはじめ7話を演出した望月一扶が総合演出を務め、近藤泰教（演出）、杉中敏行（撮影）も参加している。